# Długoszpon chiński
Długoszpon chiński (Hydrophasianus chirurgus) – gatunek średniej wielkości ptaka z rodziny długoszponów (Jacanidae). Występuje w Azji Południowej i Południowo-Wschodniej oraz na południu Chin. Nie jest zagrożony.
TaksonomiaJedyny przedstawiciel rodzaju Hydrophasianus. Nie wyróżnia się podgatunków.
Zasięg występowaniaWystępuje w północno-wschodnim Afganistanie, Pakistanie, Nepalu, Indiach i Sri Lance przez Mjanmę do południowo-wschodnich Chin i Tajwanu oraz dalej na południe – dawne Indochiny, Filipiny i południowe Borneo. Zimą osiąga na południu Półwysep Malajski, Sumatrę i Jawę, bardzo rzadko Bali, a na zachodzie Oman i Jemen.
MorfologiaUpierzenie na grzbiecie brązowe, na brzuchu białe. Szyja i pierś białe z brązowym pasem wzdłuż, kark żółty. Skrzydła białe z czarnymi końcówkami. Tułów krótki, pokaźne nogi z bardzo długimi palcami. Długość ciała 39–58 cm (włącznie z ogonem o dł. 25–35 cm), w upierzeniu spoczynkowym średnio około 31 cm; masa ciała samca 120–140 g, samicy 190–231 g.
StatusMiędzynarodowa Unia Ochrony Przyrody (IUCN) uznaje długoszpona chińskiego za gatunek najmniejszej troski (LC – Least Concern) nieprzerwanie od 1988 roku. W 2023 roku organizacja Wetlands International szacowała, że liczebność światowej populacji mieści się w przedziale 30 000 – 50 000 osobników; globalny trend liczebności populacji oceniła jako nieznany.